# Hammurabi
Hammurabi var den sjette konge af Babylon. Han erobrede Sumer og Akkad og gjorde en ende på det sumeriske Isin-dynasti. Dermed blev han den første hersker i det mesopotamiske oldtidsrige, Babylonien.
Hammurabi herskede over Babylon og Babylonien fra 1792 f.Kr. til sin død i 1750 f.Kr. Hammurabis udvidelse af Babylons herredømme startede med erobringen af byerne mod syd, men dækkede snart store dele af Mesopotamien. Efter Hammurabis død kollapsede det babylonske imperium under militært pres fra hittitterne.
Hammurabi er kendt som en af de allertidligste lovgivere med hans lovsamling Hammurabis lov.